# Prionota magnifica
Prionota magnifica là một loài ruồi trong họ Ruồi hạc (Tipulidae). Chúng phân bố ở miền Cổ bắc và miền Ấn Độ - Mã Lai.